# Елизабет фон Мекленбург-Гюстров
Елизабет фон Мекленбург-Гюстров (на немски: Elisabeth von Mecklenburg-Güstrow; * 3 септември 1668, Гюстров; † 25 август 1738, Доберлуг) е принцеса от Мекленбург-Гюстров и чрез женитба херцогиня на Саксония-Мерзебург-Шпремберг (1692 – 1731) и след това на цялото херцогство Саксония-Мерзебург (1731 – 1738).

## Живот
Тя е най-малката дъщеря на херцог Густав Адолф фон Мекленбург (1633 – 1695) и херцогиня Магдалена Сибила фон Шлезвиг-Холщайн-Готорп (1631 – 1719).
Елизабет се омъжва на 29 март 1692 г. в Гюстров за херцог Хайнрих фон Саксония-Мерзебург (1661 – 1738). Тя умира на 25 август 1738 г. на 69 години в дворец Доберлуг, един месец след съпруга си, и е погребана в катедралата на Мерзебург.

## Деца
Елизабет и Хайнрих фон Саксония-Мерзебург имат децата:
- Мориц (1694 – 1695)
- Христина Фридерика (1697 – 1722)
- Густава Магдалена (1699)